# Giải bóng đá ngoại hạng Iraq 1985-86
Giải bóng đá ngoại hạng Iraq 1985–86 là mùa giải thứ 12 của giải đấu kể từ khi thành lập năm 1974. Không giống mùa giải trước, mỗi trận thắng được tính 2 điểm. Al-Talaba giành danh hiệu thứ 3 trong 5 mùa giải, chung cuộc với 2 điểm xếp trên Al-Rasheed với chỉ 1 trận thua.

## Bảng xếp hạng
| Vị thứ | Đội bóng       | St | W  | D | L  | BT | BB | HS  | Đ  | Giành quyền hoặc xuống hạng                      |
| 1      | Al-Talaba (C)  | 15 | 11 | 3 | 1  | 26 | 8  | +18 | 25 | Giải vô địch bóng đá các câu lạc bộ châu Á 1986  |
| 2      | Al-Rasheed     | 15 | 11 | 1 | 3  | 24 | 10 | +14 | 23 | Giải vô địch bóng đá các câu lạc bộ Ả Rập 1986 1 |
| 3      | Al-Tayaran     | 15 | 9  | 4 | 2  | 22 | 11 | +11 | 22 |                                                  |
| 4      | Al-Shabab      | 15 | 7  | 6 | 2  | 17 | 11 | +6  | 20 |                                                  |
| 5      | Al-Jaish       | 15 | 8  | 2 | 5  | 17 | 10 | +7  | 18 |                                                  |
| 6      | Al-Shorta      | 15 | 5  | 8 | 2  | 15 | 12 | +3  | 18 |                                                  |
| 7      | Salahaddin     | 15 | 4  | 9 | 2  | 14 | 13 | +1  | 17 |                                                  |
| 8      | Al-Mosul       | 15 | 5  | 6 | 4  | 11 | 14 | –3  | 16 |                                                  |
| 9      | Al-Zawraa      | 15 | 5  | 3 | 7  | 25 | 15 | +10 | 13 |                                                  |
| 10     | Al-Sinaa       | 15 | 3  | 7 | 5  | 11 | 11 | 0   | 13 |                                                  |
| 11     | Al-Sulaikh     | 15 | 3  | 6 | 6  | 13 | 14 | –1  | 12 | Play-off xuống hạng                              |
| 12     | Al-Amana       | 15 | 3  | 6 | 6  | 15 | 22 | –7  | 12 | Play-off xuống hạng                              |
| 13     | Wahid Huzairan | 15 | 2  | 7 | 6  | 12 | 23 | –11 | 11 | Play-off xuống hạng                              |
| 14     | Al-Minaa       | 15 | 3  | 3 | 9  | 12 | 22 | –10 | 9  | Play-off xuống hạng                              |
| 15     | Al-Naft        | 15 | 1  | 5 | 9  | 8  | 21 | –13 | 7  | Play-off xuống hạng                              |
| 16     | Al-Tijara      | 15 | 1  | 2 | 12 | 7  | 33 | –26 | 4  | Play-off xuống hạng                              |

1 Là đương kim vô địch, Al-Rasheed tự động giành quyền tham gia Giải vô địch bóng đá các câu lạc bộ Ả Rập.

## Play-off xuống hạng
Có 2 suất tại Giải bóng đá ngoại hạng Iraq 1986–87 dành cho 6 đội cuối bảng và 4 đội đầu bảng ở hạng dưới. Al-Naft giành một suất, ở lại giải vô địch, và Al-Bahri giành suất còn lại để thăng hạng.

## Vua phá lưới
| Vị thứ | Cầu thủ       | Bàn thắng | Đội bóng   |
| ------ | ------------- | --------- | ---------- |
| 1      | Ahmed Radhi   | 9         | Al-Rasheed |
| 1      | Hussein Saeed | 9         | Al-Talaba  |
| 1      | Rahim Hameed  | 9         | Al-Jaish   |